# Lista rețelelor de tramvai din România
Aceasta este o listă a rețelelor urbane de tramvai din România. Ea include toate rețelele de tramvai, din trecut și prezent.
| Localizare     | Operator                                 | Tip tracțiune  | Inaugurare         | Suspendare        | Fotografie                                      | Observații |
| -------------- | ---------------------------------------- | -------------- | ------------------ | ----------------- | ----------------------------------------------- | --- |
| Arad           | CTP Arad                                 | cu cai         | 24 octombrie 1869  | 1916              |                                                 | |
| Arad           | CTP Arad                                 | cu abur        | ?                  | ?                 |                                                 | |
| Arad           | CTP Arad                                 | Diesel         | ?                  | ?                 |                                                 | |
| Arad           | CTP Arad                                 | Electric       | 29 noiembrie 1946  | Prezent           |                                                 | [ 1 ] |
| Botoșani       |                                          | electric       | 16 septembrie 1991 | 2022              |                                                 | MDRAP a demarat licitația pentru 9 garnituri noi de tramvai, cu fonduri prin POR. |
| Brăila         | Braicar, S.A.                            | cu cai         | 1886               | ?                 |                                                 | |
| Brăila         | Braicar, S.A.                            | electric       | 25 iunie 1900      | Prezent           |                                                 | MDRAP a demarat licitația pentru 10 garnituri noi de tramvai, cu fonduri prin POR. |
| Brașov         | RAT Brașov                               | cu abur        | 7 martie 1892      | 1 aprilie 1960    |                                                 | |
| Brașov         | RAT Brașov                               | electric       | 23 august 1987     | 18 noiembrie 2006 |                                                 | |
| București      | STB                                      | cu cai         | 28 decembrie 1872  | 1904              |                                                 | |
| București      | STB                                      | electric       | 9 decembrie 1894   | Prezent           |                                                 | MDRAP a demarat licitația pentru 100 garnituri noi de tramvai cu lungime medie de 36m, cu fonduri prin POR. |
| Cluj-Napoca    | Compania de Transport Public Cluj-Napoca | cu abur        | 28 august 1893     | 15 mai 1902       |                                                 | |
| Cluj-Napoca    | Compania de Transport Public Cluj-Napoca | electric       | 1 octombrie 1987   | Prezent           |                                                 | |
| Constanța      |                                          | cu abur        | 1905               | ?                 |                                                 | |
| Constanța      | electric                                 | 18 iulie 1944  | august 1944        |                   | Cu materialul rulant rechiziționat de la Odesa. | |
| Constanța      | electric                                 | 23 august 1984 | 22 noiembrie 2008  |                   |                                                 | |
| Craiova        | RAT Craiova                              | electric       | -                  | -                 |                                                 | Construcția a început în 1942 (urma să fie operată cu materialul rulant rechiziționat de la Odesa), dar nu a fost finalizată niciodată. |
| Craiova        | RAT Craiova                              | electric       | 1987               | Prezent           |                                                 | |
| Galați         | Transurb, S.A.                           | electric       | 26 iunie 1900      | Prezent           |                                                 | |
| Iași           | CTP Iași                                 | electric       | 1 martie 1900      | Prezent           |                                                 | |
| Lipova         |                                          | cu cai         | 1911               | 1936              |                                                 | |
| Oradea         | OTL R.A.                                 | electric       | 25 aprilie 1906    | Prezent           |                                                 | |
| Ploiești       | TCE Ploiești                             | electric       | 1 decembrie 1987   | Prezent           |                                                 | |
| Reșița         | TUR                                      | electric       | 20 august 1988     | Prezent           |                                                 | Tramvaiul a fost închis pe 27 august 2011 si redeschis pe 1 iunie 2024 |
| Satu Mare      |                                          | cu abur        | 14 iunie 1900      | 1900              |                                                 | |
| Satu Mare      | electric                                 | 8 august 1900  | 31 decembrie 1906  |                   |                                                 | |
| Sibiu          | TurSib                                   | electric       | 8 septembrie 1905  | 1970              |                                                 | |
| Sibiu-Rășinari | Primăria Rășinari                        | electric       | 1917               | Prezent           |                                                 | Parte a rețelei de tramvai din Sibiu linia până la Rășinari s-a re-extins peste o parte din fosta rețea urbană în 1972, dar nu și în centrul orașului. În 2018, Primăria Rășinari a reluat în scop turistic circulația regulată a tramvaielor între Rășinari și Gradina Zoo din Sibiu. |
| Timișoara      | STPT                                     | cu cai         | 1868               | ?                 |                                                 | |
| Timișoara      | STPT                                     | electric       | 27 iulie 1899      | Prezent           |                                                 | |